# Rákoš (okres Revúca)
Rákoš je obec na Slovensku v okrese Revúca. První písemná zmínka pochází z roku 1318.
V obci se nachází klasicistní evangelický kostel z roku 1819. Nejvýznamnější památkou je pozdně románský římskokatolický kostel Nejsvětější Trojice se zachovalými gotickými freskami pocházející z poloviny 13. století. Nachází se na vyvýšenine nad obcí.
Nad obcí se nacházejí ruiny středověkého hradu.